# テクノ観光バス
有限会社テクノ観光バス（テクノかんこうバス）は、福岡県宮若市宮田1454番地3に本社を置いていた貸切バス・路線バス事業者である。2003年7月設立。社団法人日本バス協会の会員にはなっていない。
2010年2月26日に破産手続き開始決定を受けた。

## 路線概説
2005年（平成17年）4月1日より、当時の宮田町から補助を受け、宮田町北部の倉久・筑前山崎・中有木地区を経由して宮田役場と若宮町中心部の福丸を結ぶ「宮田町乗合バス」の運行を開始し、路線バスに参入した。この路線は2004年（平成16年）3月31日までJR九州バス直方線の支線として運行していたもので、JR九州バス撤退翌日の2004年4月1日から代替として西鉄バス筑豊が宮田町から補助を受け、宮田側の発着地を宮田町駅から宮田役場（現・宮若市役所）に変更した上で運行していた。2005年4月1日からは運行事業者がテクノ観光バスに変わり、2006年（平成18年）2月11日からは市町村合併により運行主体が宮若市となった。2006年4月1日、前日限りでジェイアール九州バスが撤退した宮田町駅と鞍手駅（鞍手郡鞍手町）を結ぶ路線の運行を開始し、運行路線は2路線となった。
2010年3月31日限りで2路線とも撤退した。

### 路線
- 宮若市役所 - 新笠松 - 倉久 - 筑前山崎 - 中有木 - 福丸
  - 2005年4月1日運行開始。JR九州バスに代替。
- 宮田町 - 室木 - 鞍手役場 - 鞍手駅
  - 2006年4月1日運行開始。誠心物流に代替。

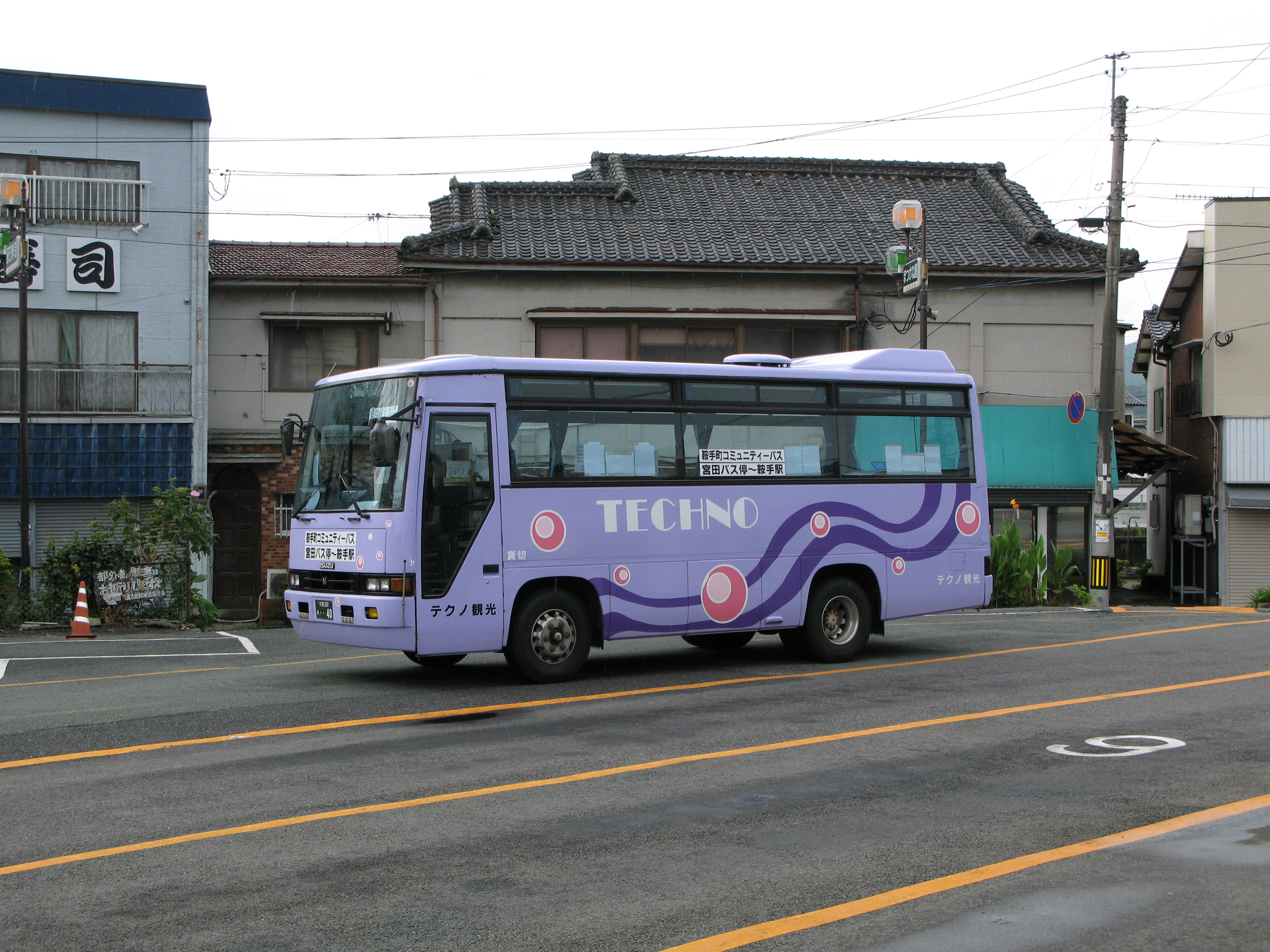
宮田町 - 鞍手駅線
（鞍手町コミュニティーバス）の車両

## 貸切バス
スーパーハイデッカーを含む大型・中型・小型・マイクロバスを保有していた。設立初期に導入された車両は青色地に赤帯の車体塗装であるが、2005年頃から新規導入された車両は薄紫色地に紫色の波形模様を入れた車体塗装である。
東京 - 福岡間などに運行されるロイヤルホリデーのツアーバスの運行に参入していた。